# Trần Quần
Trần Quần (chữ Hán: 陳群; Phiên âm: Ch'en Ch'ün; ?-236) là công thần khai quốc nhà Tào Ngụy thời Tam Quốc trong lịch sử Trung Quốc.

## Thân thế
Trần Quần có tên tự là Trường Văn (長文), người quận Dĩnh Xuyên huyện Hứa Xương. Ông nội Trần Quần là Trần Thật, cha là Trần Kỷ, chú là Trần Kham, đều là những người nổi tiếng.
Đương thời, Trần Thật là vị quan có đức, làm huyện trưởng huyện Thái Khâu. Khi phe cánh của những trí thức đương thời bị yếu thế vì chống hoạn quan thất bại (vụ án Trần Phồn – Đậu Vũ), Trần Thật trong số đó phải đi ẩn cư ở Kinh Sơn, xa gần coi là bậc tông sư. Năm 189, Hán Linh Đế mất, ngoại thích Hà Tiến làm phụ chính, cho mời Trần Thật, muốn lấy ông làm Tham quân. Lúc đó Trần Thật già cả bệnh tật, quyết không theo lệnh.
Cha Trần Quần là Trần Kham làm Tư không duyện, mất sớm. Chú ông là Trần Kỷ làm quan trải các chức Bình Nguyên tướng, Thị trung, Đại hồng lư, soạn được mấy chục thiên sách, người đời gọi là Trần tử.
Khi Trần Thật mất, Tư không Tuân Sảng, Thái phó lệnh Hàn Dung đều để tang ba năm, bắt con cháu phải theo lễ. Ở bốn phương có mấy nghìn cỗ xe đến viếng, số người dự tang lễ tới 3000. Đại tướng quân Hà Tiến phái thuộc hạ đến phúng viếng, đặt cho thuỵ hiệu là Văn Phạm tiên sinh. Người ở Dự châu đều vẽ hình Thật, Kỷ, Kham treo ở trong nhà.

## Thời trẻ
Lúc Quần còn nhỏ, Trần Thật thường cho rằng cháu nội mình là người kỳ dị và sẽ làm rạng rỡ tổ tông. Khổng Dung ở vào giữa độ tuổi của Trần Kỷ và Trần Quần, trước đấy cùng kết bạn với Trần Kỷ là bạn hữu, về sau kết giao cùng với Trần Quần, vì thế nổi danh.

## Sự nghiệp

### Phục vụ Lưu Bị
Khi Lưu Bị đến đóng ở Tiểu Bái (Dự châu), cho mời Trần Quần đến làm Biệt giá. Năm 194, Đào Khiêm bị bệnh chết, Từ châu nghênh đón Lưu Bị. Lưu Bị muốn qua đó, Trần Quần can rằng: 
"Viên Thuật còn đang mạnh, nay ta về đông, tất phải giao chiến với họ. Lã Bố nếu như tập kích ở phía sau tướng quân, tướng quân dẫu có được Từ châu, đại nghiệp tất không thành được."
Lưu Bị không nghe theo cứ đi, cùng Viên Thuật giao chiến. Lã Bố quả nhiên tập kích Hạ Bì, chiếm Từ châu và phái binh đến giúp Thuật, đại phá quân của Lưu Bị. Lưu Bị hối hận đã không nghe lời Trần Quần.
Trần Quần ở lại Dự châu được tiến cử làm Mậu tài, rồi đổi làm huyện lệnh huyện Chá, nhưng không chịu đi, theo Trần Kỷ đến lánh nạn ở Từ châu. Vừa lúc đó Tào Tháo đánh bại Lã Bố, bèn cho mời ông tới làm Tư không Tây tào duyện chúc.

### Phục vụ Tào Tháo
Trần Quần có tài nhìn người. Có người tiến cử Vương Mô, Chu Quỳ ở Hạ Bì, Tào Tháo cho mời họ đến. Trần Quần đề nghị Tào Tháo chỉ cho họ làm công việc dạy học vì ông cho rằng Mô, Quỳ đạo đức xấu. Tào Tháo không nghe theo. Không lâu sau, Mô, Quỳ phạm tội trộm cướp bị giết, Tào Tháo bèn tạ lỗi với Trần Quần.
Trần Quần tiến cử người ở Quảng Lăng là Trần Kiểu, người ở Đan Dương là Đái Kiền, đều được Tào Tháo tin dùng họ và về sau họ đều nổi tiếng và trung thành với Tào Tháo.
Trần Quần được đổi làm chức lệnh ở các huyện Tiêu, Tán, Trường Bình. Khi cha mất ông bỏ chức quan. Về sau Trần Quần được làm Trì thư Thị ngự sử, rồi chuyển sang làm tham mưu việc quân cho Thừa tướng. Năm 213, nước Nguỵ thành lập, Trần Quần được thăng làm Ngự sử Trung thừa.
Tào Tháo mang việc khôi phục lại nhục hình (mà nhà Hán đã bỏ) ra bàn và hỏi ý ông. Trần Quần cho rằng nên khôi phục lại nhục hình để xử lý nghiêm khắc người có tội thì mới có tác dụng răn đe, khiến người ta sợ và ít phạm tội hơn. Tuy ý kiến của ông được Chung Do tán đồng, nhưng Vương Lãng và một số người khác lại không đồng tình, vì vậy việc đó gác lại.
Sau đó Trần Quần chuyển sang làm Thị trung, lĩnh chức Thừa tướng Đông Tây tào duyện. Ở chốn triều đường, ông thấy việc hợp đạo lý thì làm, rất quý trọng danh nghĩa.

### Phục vụ Tào Phi
Tào Phi làm thái tử nước Ngụy, rất kính trọng tài năng của ông, lấy lễ bạn hữu mà tiếp đãi, thường khen và ví ông với Nhan Hồi.
Năm 220, Tào Tháo mất, Tào Phi lên thay làm Ngụy vương, phong Trần Quần làm Xương Vũ đình hầu, rồi chuyển sang làm Thượng thư. Ông đề nghị áp dụng chế độ trung chính cửu phẩm pháp điển cho người làm quan, được Tào Phi tiếp nhận và cho thi hành.
Tháng 10 năm 220, Tào Phi lên ngôi hoàng đế, Trần Quần được thăng làm Thượng thư Bộc xạ, gia thêm chức Thị trung, rồi đổi làm Thượng thư lệnh, tiến tước Dĩnh hương hầu.
Năm 223, Tào Phi đi đánh Tôn Quyền, đến Quảng Lăng, sai Trần Quần lĩnh chức Trung lĩnh quân. Không thắng được Ngô, Tào Phi quay về, ban cho Trần Quần Giả tiết, đô đốc thủy quân. Lúc về Hứa Xương, Tào Phi phong Trần Quần làm Trấn quân Đại tướng quân, lĩnh Trung hộ quân, Lục thượng thư sự.

### Phục vụ Tào Duệ
Năm 226, Ngụy Văn Đế ốm nặng, Trần Quần cùng với Tào Chân, Tư Mã Ý đều nhận di chiếu làm phụ chính cho thái tử Tào Duệ. Minh Đế lên ngôi, tiến phong ông làm Dĩnh Âm hầu, tăng thực ấp lên 500 hộ, cộng cả lúc trước là 1300 hộ. Ông cùng với Chinh đông Đại tướng quân Tào Hưu, Trung quân Đại tướng quân Tào Chân, Phủ quân Đại tướng quân Tư Mã Ý đều được mở phủ riêng. Ít lâu sau, được làm Tư không, giữ chức Lục thượng thư sự như trước.
Giữa niên hiệu Thái Hoà (227-232) thời Ngụy Minh Đế, Tào Chân đề nghị đưa quân theo mấy đường đánh Thục Hán, từ Tà Cốc tiến vào. Trần Quần cho rằng không nên vì đường Tà Cốc hiểm trở, khó tiến lui, việc vận chuyển tất sẽ bị quân địch đánh chặn.
Minh Đế theo lời bàn của Quần. Tào Chân lại dâng biểu xin từ Tý Ngọ tiến quân. Trần Quần lại cho rằng hướng ấy ra quân rất bất tiện, cho rằng việc quân cần phải dụng kế. Minh Đế bèn sai Trần Quần bàn bạc cùng với Tào Chân. Cuối cùng Tào Chân được toại nguyện xuất quân, nhưng gặp lúc mưa dầm liên miên. Trần Quần bàn nên rút quân về, Minh Đế nghe theo.
Ngụy Minh Đế có một công chúa chưa đầy năm qua đời. Ngụy Minh Đế muốn dự đám tang con gái, nhưng Trần Quần can không nên, vì theo nghi lễ, hoàng đế không dự tang lễ khi công chúa chưa đủ 8 tuổi, nhưng Minh Đế không nghe theo.
Sau đó, Trần Quần còn cùng một số đại thần can gián việc xây cất nhiều công trình cung điện và tháp của Minh Đế. Cuối cùng, Minh Đế đồng ý giảm bớt quy mô xây dựng.
Trần Quần qua đời năm 236. Ông hoạt động trong hơn 40 năm, không rõ ông bao nhiêu tuổi. Ông được truy tặng là Tĩnh hầu. Con ông là Trần Thái trở thành đại thần nhà Tào Ngụy.

## Chức danh và chức vụ từng nắm giữ
- Biệt giá (別駕) cho Lưu Bị khi còn ở Dự Châu
- Tư Không Tây Tào Duyện Chúc (司空西曹掾屬)
- Ngự Sử Trung Thừa (御史中丞)
- Thị Trung (侍中)
- Thừa Tướng Đông Tây Tào Duyện (丞相東西曹掾)
- Xương Vũ Đình Hầu (昌武亭侯)
- Thượng thư (尚書)
- Thượng thư Bộc Xạ (尚書僕射)
- Thượng thư Lệnh / Lục Thượng thư Sự (尚書令 / 錄尚書事)
- Dĩnh Hương Hầu (潁鄉侯)
- Trấn Quân Đại tướng Quân (鎮軍大將軍)
- Trung Hộ Quân (中護軍)
- Dĩnh Âm Hầu (潁陰侯)
- Tư Không (司空)
- Tĩnh Hầu (靖侯) - được truy phong sau khi mất